# Ornipholidotos likouala
Ornipholidotos likouala is een vlinder uit de familie van de Lycaenidae. De wetenschappelijke naam van de soort is voor het eerst geldig gepubliceerd in 1969 door Stempffer.